# Pontonia margarita
Pontonia margarita är en kräftdjursart som beskrevs av Smith 1869. Pontonia margarita ingår i släktet Pontonia och familjen Palaemonidae. Inga underarter finns listade i Catalogue of Life.